# Ernst Cammann (Konsistorialrat)
Ernst Cammann (vollständige Taufnamen: Carl Hinrich Ernst) (* 12. Februar 1818 in Verden; † 11. April 1875 in Hannover) war ein deutscher Kultusbeamter und Konsistorialrat.

## Leben
Die Eltern von Ernst Cammann waren der damalige Rektor des Gymnasiums Verden, spätere Consistorialrat in Stade, Pastor primarius und Superintendent zu Verden, D. th. Ernst Ludwig Cammann (1788–1861) und dessen Ehefrau Caroline Christine Dorothea geb. Galle (1791–1871). 
Geboren zur Zeit des Königreichs Hannover als drittes von sechs Kindern seiner Eltern, war Ernst Cammann mit dem Rang eines Ober-Schulinspektors für die Aufsicht über das Volksschulwesen, seit Anfang der 1850er Jahre im Consistorium Stade für den Bezirk der Landdrostei Stade und ab 1855 im Consistorium Hannover (hier mit zwei weiteren Konsistorialräten) für die Bezirke der Landdrosteien Hannover, Hildesheim und Lüneburg zuständig.
Cammanns ehemaliges Wohnhaus in Ahlem musste dem Bau des Ahlemer Rathauses weichen. Der das dortige Gebäude umgebende „[...] Park mit vielen seltenen Bäumen“ ist noch heute als „Cammanns Garten“ bekannt.
Laut dem Adressbuch der Stadt Hannover von 1868 war Ernst Camman spätestens bereits ab 1867 Konsistorialrat außer Dienst. Sein damaliger Wohnsitz lautete Brüderstraße 1 l.

## Ernst-Cammann-Straße
Mit der 1959 als Verbindung zwischen der Richard-Lattorf-Straße und der Tegtmeyerallee angelegten Ernst-Cammann-Straße ehrt die Landeshauptstadt Hannover seitdem den Landdrosten und Konsistorialrat posthum.